# From Bubblegum to Sky
From Bubblegum to Sky ist ein Musikprojekt von Mario Ishii Hernandez (* 1967 in San Antonio, Texas).

## Karriere
Hernandez ist der Sohn eines US-Offiziers mexikanischer Abstammung und einer Japanerin und wuchs in Japan auf. Später ging er in Kalifornien zur Schule und startete mit seinem Klassenkameraden Jamie McCormick seine erste Band mit dem Namen Teeny Records. Als Teeny Hi-Fi nahmen sie 1992 die Single Weekend Go auf. Schließlich benannte sich das Duo in Ciao Bella um und machte 1997 mit dem Album 1 von sich reden. Ein paar weitere gemeinsame Aufnahmen folgten noch, dann trennten sich die beiden und McCormick ging nach New York und machte als Sessionmusiker weiter. 
Mario Hernandez startete danach sein Soloprojekt From Bubblegum to Sky, bei dem er Sänger und Songwriter ist. Bei seinen ersten Aufnahmen spielte er die meisten Instrumente selbst ein und bei seinen Auftritten verwendete er Playback-Tracks und machte sie mit Bilderprojektionen zu einer Multimediashow. Seine Debütsingle war 1999 My Thousand Years with Robots, gefolgt vom ersten Album Me and Amy and the Two French Boys, bei dem ihm McCormick bei einigen Aufnahmen unterstützte. Sie erschienen beim kalifornischen Indie-Label Eenie Meenie. Musikalisch ist Hernandez von der Musik der 70er und 80er Jahre beeinflusst und er wechselt zwischen dem westlichen Pop dieser Zeit und dem J-Pop aus seiner Kindheit.
Danach veröffentlichte Hernandez im Abstand von jeweils vier Jahren zwei weitere Alben, Nothing Sadder Than Lonely Queen (2004) und A Soft Kill (2008), das als Downloadalbum und als Sonderedition in Vinyl mit beigefügtem T-Shirt veröffentlicht wurde. Neben der musikalischen Entwicklung wandelte sich From Bubblegum to Sky zudem von einem reinen Soloprojekt zu einer größeren Besetzung, bei der Hernandez von zwei weiteren Musikern unterstützt wird.

## Diskografie
Alben
- Me and Amy and the Two French Boys (2000)
- Nothing Sadder Than Lonely Queen (2004)
- A Soft Kill (2008)

Singles
- My Thousand Years with Robots (1999)